# Meesterklasse 1997/98
In der Meesterklasse 1997/98 wurde die 75. niederländische Mannschaftsmeisterschaft im Schach ausgespielt. Niederländischer Mannschaftsmeister wurde Panfox/De Variant Breda, der seinen dritten Titel in Folge gewann.
Zu den gemeldeten Mannschaftskader siehe Mannschaftskader der Meesterklasse 1997/98.

## Modus
Die 10 teilnehmenden Mannschaften spielten in der Vorrunde ein einfaches Rundenturnier. Die beiden Letzten stiegen in die Klasse 1 ab, die ersten Vier qualifizierten sich für das Play-off. Das Play-off wurde im K.-o.-System ausgetragen, es wurden alle vier Plätze ausgespielt.

## Spieltermine
Die Wettkämpfe der Vorrunde wurden ausgetragen am 20. September, 18. Oktober, 15. November, 13. Dezember 1997, 10. Januar, 14. Februar, 7. und 28. März und 25. April 1998. Die Play-off-Wettkämpfe fanden am 21. und 22. Mai 1998 in Breda statt.

## Vorrunde
Schon vor der letzten Runde hatten der Titelverteidiger Panfox/De Variant Breda, die Hilversums Schaakgenootschap und der SV Zukertort Amstelveen ihre Plätze im Play-off sicher, während Vorjahresaufsteiger Schaakclub Groningen und SMB Nijmegen noch um den letzten Play-off-Platz stritten. Durch einen Sieg gegen Hilversum qualifizierte sich Groningen für das Play-off. Neben Groningen war aus der Klasse 1 die zweite Mannschaft von Panfox/De Variant Breda aufgestiegen. Auch diese erreichte den Klassenerhalt, während Rotterdam und die Leidsch Schaakgenootschap absteigen mussten.

### Abschlusstabelle
| Pl.  | Verein                                     | Sp | G | U | V | MP   | Brett-P.  |
| ---- | ------------------------------------------ | -- | - | - | - | ---- | --------- |
| 01.  | Panfox/De Variant Breda I. Mannschaft (M)  | 9  | 7 | 0 | 2 | 14:4 | 59,0:31,0 |
| 02.  | Hilversums Schaakgenootschap               | 9  | 6 | 2 | 1 | 14:4 | 55,5:34,5 |
| 03.  | Schaakclub Groningen (N)                   | 9  | 5 | 1 | 3 | 11:7 | 46,0:44,0 |
| 04.  | SV Zukertort Amstelveen                    | 9  | 3 | 4 | 2 | 10:8 | 49,0:41,0 |
| 05.  | Panfox/De Variant Breda II. Mannschaft (N) | 9  | 4 | 1 | 4 | 9:9  | 42,0:48,0 |
| 06.  | SMB Nijmegen                               | 9  | 3 | 2 | 4 | 8:10 | 44,5:45,5 |
| 07.  | Van Berkel/BSG                             | 9  | 3 | 2 | 4 | 8:10 | 43,5:46,5 |
| 08.  | Utrecht                                    | 9  | 2 | 3 | 4 | 7:11 | 41,0:49,0 |
| 09.  | Rotterdam                                  | 9  | 3 | 1 | 5 | 7:11 | 37,0:53,0 |
| 010. | Leidsch Schaakgenootschap                  | 9  | 1 | 0 | 8 | 2:16 | 32,5:57,5 |

### Entscheidungen
|     | Teilnehmer am Play-off: Panfox/De Variant Breda I. Mannschaft, Hilversums Schaakgenootschap, Schaakclub Groningen, SV Zukertort Amstelveen |
|     | Absteiger in die Klasse 1: Rotterdam, Leidsch Schaakgenootschap                                                                            |
| (M) | Meister der letzten Saison |
| (N) | Aufsteiger der letzten Saison |

### Kreuztabelle
| Ergebnisse | Ergebnisse                             | 01. | 02. | 03. | 04. | 05. | 06. | 07. | 08. | 09. | 010. |
| ---------- | -------------------------------------- | --- | --- | --- | --- | --- | --- | --- | --- | --- | ---- |
| 01.        | Panfox/De Variant Breda I. Mannschaft  |     | 4   | 6½  | 6   | 8½  | 6   | 4   | 9   | 6   | 9    |
| 02.        | Hilversums Schaakgenootschap           | 6   |     | 4   | 5   | 7   | 6½  | 5   | 6   | 8½  | 7½   |
| 03.        | Schaakclub Groningen                   | 3½  | 6   |     | 5   | 4½  | 5½  | 6   | 6   | 4   | 5½   |
| 04.        | SV Zukertort Amstelveen                | 4   | 5   | 5   |     | 7½  | 5   | 6   | 4½  | 5   | 7    |
| 05.        | Panfox/De Variant Breda II. Mannschaft | 1½  | 3   | 5½  | 2½  |     | 4½  | 7   | 5   | 7   | 6    |
| 06.        | SMB Nijmegen                           | 4   | 3½  | 4½  | 5   | 5½  |     | 4½  | 5   | 6½  | 6    |
| 07.        | Van Berkel/BSG                         | 6   | 5   | 4   | 4   | 3   | 5½  |     | 5   | 4½  | 6½   |
| 08.        | Utrecht                                | 1   | 4   | 4   | 5½  | 5   | 5   | 5   |     | 7   | 4½   |
| 09.        | Rotterdam                              | 4   | 1½  | 6   | 5   | 3   | 3½  | 5½  | 3   |     | 5½   |
| 10.        | Leidsch Schaakgenootschap              | 1   | 2½  | 4½  | 3   | 4   | 4   | 3½  | 5½  | 4½  |      |

## Play-off

### Übersicht
|  | Halbfinale                   | Halbfinale                   |                         |   | Finale | Finale |
|  |                              |                              |                         |   |        |        |
|  | Panfox/De Variant Breda      | 9                            |                         |   |        |        |
|  | Schaakclub Groningen         | 1                            |                         |   |        |        |
|  |                              |                              |                         |   |        |        |
|  |                              |                              |                         |   |        |        |
|  | Panfox/De Variant Breda      | 6                            |                         |   |        |        |
|  |                              | Hilversums Schaakgenootschap | 4                       |   |        |        |
|  |                              |                              |                         |   |        |        |
|  | 3. Platz                     |                              |                         |   |        |        |
|  |                              |                              | Schaakclub Groningen    | 3 |        |        |
|  | SV Zukertort Amstelveen      | 1½                           | SV Zukertort Amstelveen | 7 |        |        |
|  | Hilversums Schaakgenootschap | 8½                           |                         |   |        |        |

### Halbfinale
Im Halbfinale trafen in einem Wettkampf der Vorrunde-Dritte Groningen auf den Vorrunden-Sieger Breda und im anderen Wettkampf mit Hilversum und Amstelveen der Zweite und Vierte der Vorrunde aufeinander. Beide Wettkämpfe sahen deutliche Siege der Mannschaften mit besserer Platzierung in der Vorrunde.
| Panfox/De Variant Breda | SC Groningen           | Ergebnis |
| ----------------------- | ---------------------- | -------- |
| Joël Lautier            | Gert Ligterink         | 1:0      |
| Loek van Wely           | Michael Riemens        | 1:0      |
| Jan Timman              | Tea Bosboom-Lanchava   | 1:0      |
| Ivan Sokolov            | Christofoor Baljon     | 1:0      |
| Rafael Vaganian         | Richard Berendsen      | 1:0      |
| John van der Wiel       | Merlijn Silvester Donk | 1:0      |
| Michail Gurewitsch      | Joop Houtman           | 1:0      |
| Julian Hodgson          | Jaap Brouwer           | ½:½      |
| Jop Delemarre           | Daan In't Veld         | ½:½      |
| Frans Cuijpers          | Indra Polak            | 1:0      |

| SV Zukertort Amstelveen     | Hilversum SG         | Ergebnis |
| --------------------------- | -------------------- | -------- |
| Mark van der Werf           | Jeroen Piket         | 0:1      |
| Maarten Solleveld           | Friso Nijboer        | 1:0      |
| Peter Gelpke                | Ljubomir Ljubojević  | ½:½      |
| Sybolt Strating             | Paul van der Sterren | 0:1      |
| Rob Bertholee               | Yona Kosashvili      | 0:1      |
| Arthur van de Oudeweetering | Ian Rogers           | 0:1      |
| Piet Peelen                 | Xie Jun              | 0:1      |
| Teun van der Vorm           | Zsófia Polgár        | 0:1      |
| Arno Bezemer                | Henk Vedder          | 0:1      |
| Henk van der Poel           | Paul Boersma         | 0:1      |

### Finale und Spiel um Platz 3
Während sich im Spiel um Platz 3 Amstelveen mit einem 7:3 deutlich durchsetzte, fiel die Entscheidung im Finale knapp aus. Mit einem 6:4 gelang es Breda, sich für die Niederlage in der Vorrunde zu revanchieren und den Vorjahrestitel zu verteidigen.
| Panfox/De Variant Breda | Hilversum SG         | Ergebnis |
| ----------------------- | -------------------- | -------- |
| Ivan Sokolov            | Jeroen Piket         | ½:½      |
| Loek van Wely           | Yona Kosashvili      | 1:0      |
| Rafael Vaganian         | Paul van der Sterren | 0:1      |
| Jan Timman              | Ian Rogers           | ½:½      |
| Joël Lautier            | Friso Nijboer        | ½:½      |
| Michail Gurewitsch      | Ljubomir Ljubojević  | 1:0      |
| Julian Hodgson          | Joris Brenninkmeijer | 1:0      |
| Manuel Bosboom          | Xie Jun              | ½:½      |
| John van der Wiel       | Zsófia Polgár        | 0:1      |
| Stuart Conquest         | Rudy Douven          | 1:0      |

| SC Groningen           | SV Zukertort Amstelveen     | Ergebnis |
| ---------------------- | --------------------------- | -------- |
| Gert Ligterink         | Mark van der Werf           | 0:1      |
| Jaap Brouwer           | Maarten Solleveld           | 0:1      |
| Tea Bosboom-Lanchava   | Peter Gelpke                | 0:1      |
| Michael Riemens        | Arthur van de Oudeweetering | ½:½      |
| Richard Berendsen      | Piet Peelen                 | 0:1      |
| Christofoor Baljon     | Arno Bezemer                | 1:0      |
| Joop Houtman           | Teun van der Vorm           | 0:1      |
| Merlijn Silvester Donk | Rob Bertholee               | 1:0      |
| Daan In't Veld         | Sybolt Strating             | 0:1      |
| Indra Polak            | Henk van der Poel           | ½:½      |

### Entscheidungen
|  | Niederländischer Mannschaftsmeister: Panfox/De Variant Breda |

## Die Meistermannschaft
| 1.            | Panfox/De Variant Breda |
| Schachfiguren | Joël Lautier, Ivan Sokolov, Jan Timman, Loek van Wely, Rafael Vaganian, Michail Gurewitsch, Julian Hodgson, John van der Wiel, Stuart Conquest, Marinus Kuijf, Manuel Bosboom, Albert Blees, Frans Cuijpers, Jop Delemarre, Taco Vrenegoor, Gert Jan Timmerman, Erika Sziva, Jaap Vogel, Jeroen Willemze, Remko van der Burght, Henk Verstappen, Robert Klomp. |